# Solenn Bardet
Pour les articles homonymes, voir Bardet.
Solenn Bardet est une géographe, ethnographe, écrivaine et documentariste française née en 1975, qui consacre sa carrière aux Himbas, un peuple semi-nomade de Namibie.

## Biographie
À l'âge de 18 ans, Solenn Bardet décide de quitter la France pour découvrir l'Afrique. Par hasard, elle fait la rencontre de Himbas, un peuple d'éleveurs vivant dans les étendues semi-désertiques du nord de la Namibie. Elle y est adoptée par une famille,, et y séjourne pendant quatre ans. Depuis lors, elle se consacre à la cause de cette ethnie.
En 2006, elle participe avec Frédéric Lopez à l'organisation du documentaire « Rendez-vous en Terre inconnue » avec Muriel Robin, emmenant l'actrice et l'animateur dans sa famille adoptive. Elle joue son propre rôle dans le documentaire.
La même année, elle fonde avec Katjaimbia Tjambiru — une femme chef de tribu Himba — l'association (loi 1901) Kovahimba, dont la vocation est de valoriser et protéger leur culture et d'apporter à leurs villages une aide, notamment logistique. Elle donne régulièrement des conférences en France et à l’étranger sur le sujet.
En 2007, les représentants Himbas la désignent porte-parole des Himbas dans le monde.
En 2012, elle réalise un film co-écrit avec une vingtaine de membres de ce peuple, Les Himbas font leur cinéma !, qui est projeté en ouverture du Festival Étonnants Voyageurs à St-Malo. Il est diffusé sur France 5 en mai 2012 et reçoit plusieurs récompenses.

## Ouvrages
- Pieds nus sur la terre rouge : voyage chez les Himbas, pasteurs de Namibie, éditions Robert Laffont, 1er janvier 1998,  (ISBN 2702814212)
- Rouge Himba, en collaboration avec Simon Hureau, éditions La Boîte à Bulles, 15 novembre 2017,  (ISBN 2849532932)
- Les Himbas font leur cinéma !, film tourné en collaboration avec vingt-et-un Himbas des communautés d'Epupa et d'Omuhonga, 52 min, produit par Gédéon Programmes avec la participation de France Télévisions, mai 2012
- Les Veilleuses - L’Histoire d’une femme Himba face à l’avancée de la modernité en Namibie, Robert Laffont, 17 février 2022, 314 p. (ISBN 9782221253885)